# Aleksandrów Łódzki
Aleksandrów Łódzki je město ve středním Polsku v Lodžském vojvodství v okrese Zgierz. Je součástí Lodžské aglomerace. Rozloha města činí 13,47 km². V roce 2024 zde žilo 22 030 obyvatel.

## Historie

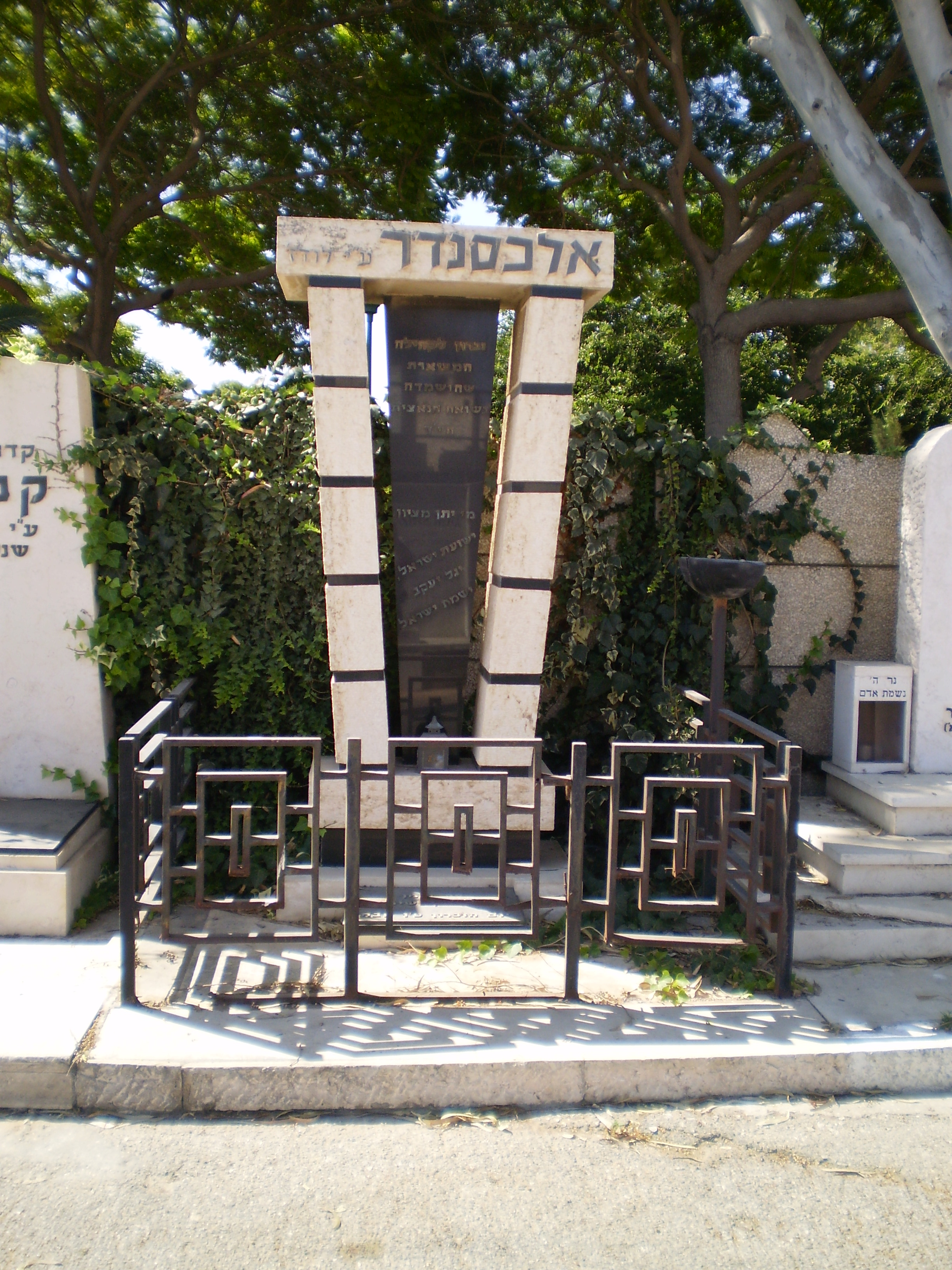
Památník holocaustu

Aleksandrów byl založen roku 1816. Město brzy po svém založení vzkvétalo a v roce 1820 jej polský šlechtic Rajmund Rembieliński nazval „jedním z lepších měst v Polsku“. Autorem urbanistického projektu města se stal Bernard von Schuttenbach.
Po roce 1832 doznalo město úpadku, hospodářsky jej převyšovala sousední města Pabianice, Zgierz a především Lodž. Mírný rozvoj nastává až na konci 19. století, kdy je ve městě založeno několik pletařských závodů, díky čemuž je někdy město nazýváno jako „kolébka polského punčochového průmyslu“, či „Sock city“. Průmysl ve městě funguje stále. Do města byla v roce 1910 zavedena tramvajová doprava z Lodže, která byla ukončena roku 1991.
Z historického hlediska je Aleksandrów městem několik kultur a náboženství. Dlouho zde pobývali protestantští potomci německých pletařů, Židé, kteří se zabývali obchodem (k roku 1900 zde židovská populace čítala 1 673 osob), a katoličtí Poláci, kteří pracovali hlavně jako řemeslníci a v pletařských továrnách. Po druhé světové válce, v letech 1945–1948, byla za řeku Odru vysídlena téměř celá německá komunita města a docházelo k různým represím a zneužívání ze strany komunistických úřadů a milicí. Aleksandrów Łódzki v této době tak ztrácí svůj trojnárodnostní charakter.
V roce 1869 ztratil Aleksandrów svá městská práva nabytá roku 1822. Tato práva byla znovu získána v roce 1924 v tehdy nově obnoveném Polsku.
V letech 1975–1998 město administrativně patřilo do starého území Lodžského vojvodství.

## Památky
- Katolický kostel sv. Rafaela a Michaela – postavený v letech 1816–1818 třikrát přestavěný (1922–1926 – přistavěny dvě lodě; 1933–1935 – přistavěny dvě věže; 1993 – přistavěna druhá loď s vlastním oltářem). Pod kostelem je pohřben Rafał Bratoszewski – zakladatel Aleksandrówa
- Evangelický kostel – postaven v roce 1828
- Radnice – postavena v roce 1824, svou funkci plní dodnes
- Městský park – zahrada v anglickém stylu založená Rafałem Bratoszewskim v roce 1824
- Vila a továrna Alberta Stillera – postavená v roce 1908
- Kolej střední školy Mikuláše Koperníka, postavené v roce 1935

## Partnerská města
- Krāslava, Lotyšsko[3]
- Ossiach, Rakousko
- Puget-Ville, Francie